# Hermann Bayer (Offizier)
Hermann Gustav Emil Bayer (* 11. August 1843 in Bromberg; † Januar 1920) war ein preußischer Generalleutnant.

## Leben

### Herkunft
Hermann war der Sohn des Rechnungsrates und Kassen-Revisoren Heinrich Bayer.

### Militärlaufbahn
Als Dreijährig-Freiwilliger trat Bayer am 22. August 1860 in das am 5. Mai neuformierte 7. Pommersche Infanterie-Regiment Nr. 54 der Preußischen Armee in Kolberg ein. Dort wurde er am 22. Januar 1861 zum Portepee-Fähnrich ernannt und am 4. Februar 1962 zum Sekondeleutnant befördert. 1865/66 war Bayer zur Zentral-Turnanstalt nach Berlin kommandiert.
Mit dem Regiment nahm er 1866 im Deutschen Krieg an der Schlacht bei Königgrätz teil. Im März 1867 besuchte Bayer die Militärschießschule in Spandau. Vom 16. April 1867 bis zum 16. Juli 1870 war er als Inspektionsoffizier des Armeeoberkommandos 2 und Lehrer zur Kriegsschule nach Hannover abkommandiert und dort am 12. August 1869 zum Premierleutnant befördert worden. Im Deutsch-Französischen Krieg nahm er an der Einschließung von Paris, der Schlacht bei Gravelotte-St. Privat, sowie den Gefechten bei Join, Salins und Les Planes teil. Durch einen Schuss durch den linken Oberschenkel wurde er in der Schlacht bei Gravelotte-St. Privat schwer verwundet. Für seine Leistungen erhielt er das Eiserne Kreuz II. Klasse.
Unter der Beförderung zum Hauptmann wurde Bayer am 12. Februar 1876 zum Kompaniechef ernannt. Mit einem Patent vom 12. Februar 1875 folgte am 2. März 1880 seine Versetzung in das 4. Rheinische Infanterie-Regiment Nr. 30 nach Saarlouis. Als man ihn am 18. November zum überzähligen Major beförderte, wurde er zunächst seinem Regiment aggregiert und am 11. Dezember 1886 in die älteste Hauptmannsstelle einrangiert. Zum 5. Rheinischen Infanterie-Regiment Nr. 65 nach Köln versetzt, wurde er am 17. Juni 1887 zum Kommandeur des III. Bataillons ernannt. Daran schloss sich als Oberstleutnant ab 27. Januar 1892 eine Verwendung als etatmäßiger Stabsoffizier im 2. Hanseatischen Infanterie-Regiment Nr. 76 in Hamburg an.
Am 18. August 1894 wurde Bayer unter Stellung à la suite desselben mit der Führung des in Diedenhofen stationierten Infanterie-Regiments Nr. 135 beauftragt. Dieses Regiment kommandieren zu dürfen, war für Bayer eine besondere Auszeichnung gewesen. Die Nähe zur Grenze bedeutete, dass er im Ernstfall als einer der Ersten „am Feind“ gewesen wäre. Während eine solche Garnison für ranghohe Offiziere eine Ehre darstellte, fanden jedoch die dortigen rangniederen Offiziere kaum woanders im Reich Verwendung. Fritz Oswald Bilse, der in Forbach stationiert war, beschrieb dies in seinem 1903 erschienenen Roman Aus einer kleinen Garnison. Ein militärisches Zeitbild. Der Name der Garnison, in der das Buch spielte, wurde zwar nicht genannt, Neiße oder Diedenhofen aber exemplarisch erwähnt. Mit seiner Beförderung zum Oberst wurde er zum Regimentskommandeur ernannt. 
In Vertretung des beurlaubten Kommandeurs der 35. Infanterie-Brigade in Flensburg, Hermann von Kamlah, beauftragte man Bayer am 4. Mai 1898 mit der Führung dieses Großverbandes. Mit seiner Beförderung zum Generalmajor am 15. Juni 1898 wurde er zu dessen Kommandeur ernannt. In Genehmigung seines Abschiedsgesuches unter der Verleihung des Charakters als Generalleutnant wurde Bayer am 18. Mai 1901 mit der gesetzlichen Pension zur Disposition gestellt.
Bayer war Inhaber des Roten Adlerordens II. Klasse mit Eichenlaub und des Kronenordens II. Klasse.